# Harcos Farkas
A Harcos Farkas (eredeti cím: Wolf Warrior) 2015-ben bemutatott kínai háborús akciófilm, amelynek forgatókönyvírója és rendezője Wu Jing. A főszerepekben Wu Jing, Yu Nan és Scott Adkins látható.
A filmet 2015. április 2-án mutatták be. A folytatás 2017. július 27-én jelent meg Harcos Farkas 2. címmel Kínában, amely minden idők egyik legnagyobb bevételt hozó filmje lett az országban.

## Rövid történet
A kínai különleges erők mesterlövésze szembekerül egy csapat külföldi zsoldossal, akiket egy kínai drogbáró bérelt fel, hogy meggyilkolják őt a fivére halála miatt.

## Szereplők
- Wu Jing: Leng Feng
- Scott Adkins: Tom Cat, zsoldosparancsnok
- Ni Dahong : Ming Deng
- Yu Nan: Long Xiaoyun alezredes
- Kevin Lee: őrült bika
- Shi Zhaoqi
- Zhou Xiaoou
- Fang Zibin
- Guo Guangping
- Ru Ping
- Hong Wei
- Wang Sen
- Zhuang Xiaolong
- Chris Collins

## A film készítése
A forgatókönyv hét év alatt 14 vázlaton ment keresztül. A realisztikusabb harci jelenetek ábrázolása érdekében a filmben öt rakétát (egyenként egymillió jüan értékben), több mint 30 ezer lőszert és számos aktív kínai katonai repülőgépet használtak, köztük a Chengdu J-10, a Harbin Z-9 és a CAIC Z-10 repülőgépeket. Az egyik nagy csatajelenetben 32 aktív tank jelent meg egy felvételen, köztük egy 96-os típusú harckocsi.
A filmre való felkészülés érdekében Wu Jing a kínai PLA Nanjing katonai körzetének támogatásával 18 hónapig edzett a körzet területén. A forgatás első napjakor Nanjing történelmének legforróbb nyara volt. A hőmérséklet elérte a 49,8 °C-ot, ami miatt 5 további színész hőgutát kapott.
A film nagy része Jiangsu tartományban készült, többek között Nanjingban és a Sun Yat-sen mauzóleumban.

## Bevétel
A film 2015. május 25-ig 89,11 millió dollárt hozott Kínában.
Kínában 2015. április 2-án mutatták be, és a 4 napos nyitóhétvégén 33,32 millió dollárt gyűjtött a kínai jegypénztáraknál. A második hétvégén a második helyre csúszott vissza, 36,19 millió dolláros bevétellel (a Halálos iramban 7. mögött).